# Sorex daphaenodon
La musaraña siberiana de dientes largos (Sorex daphaenodon) es un mamífero placentario de la familia Soricidae. Habita al nordeste de Asia, desde Mongolia Interior (China) hasta los Montes Urales (Rusia). Un adulto pesa 4,6-6 g y una longitud corporal de 55-64 mm, y una cola de 24-37 mm.